# Liste de peintures du Maître des Cortèges
Cette page dresse la liste des peintures du Maître des Cortèges, peintre français du XVIIe siècle.

## Liste des peintures
| Image | Titre                                               | Technique et dimensions                          | Date           | Commentaire                             | Lieu de conservation                                   | N° de catalogue (Rosenberg, 1993) |
| ----- | --------------------------------------------------- | ------------------------------------------------ | -------------- | --------------------------------------- | ------------------------------------------------------ | --------------------------------- |
|       |                                                     |                                                  |                |                                         |                                                        |                                   |
|       | L'Assomption                                        | Huile sur cuivre 84 x 59 cm                      | vers 1630-1640 |                                         | Rennes, musée des Beaux-Arts                           |                                   |
|       | Paysans dans une taverne                            | Huile sur toile 78 x 94,5 cm                     | 1640           |                                         | Saint-Pétersbourg, musée de l'Ermitage                 | C8                                |
|       | La Sainte Famille                                   | Huile sur cuivre 37,5 x 32 cm                    | vers 1643      | Inspiré d'une peinture de Claude Vignon | Collection particulière                                |                                   |
|       | Portrait équestre de Louis XIII                     | Huile sur bois 41 x 30 cm                        |                | Attribué au Maître des Cortèges         | Rouen, musée des Beaux-Arts                            |                                   |
|       | Le Cortège du bélier                                | Huile sur toile 111,8 x 165,1 cm                 |                |                                         | Philadelphie, Museum of Art                            | C1                                |
|       | Le Cortège du bœuf gras                             |                                                  |                |                                         | Paris, musée Picasso (dépôt du musée du Louvre)        | C2                                |
|       | L'Adoration des bergers                             | Huile sur toile 159 x 111,5 cm                   |                |                                         | Berlin, Alte Nationalgalerie                           | C14                               |
|       | La Rixe                                             | Huile sur toile 51 x 68 cm                       |                |                                         | Moscou, musée Pouchkine                                | C3                                |
|       | La chasse aux sangliers                             |                                                  |                |                                         | Localisation actuelle inconnue                         | C4                                |
|       | La Crucifixion avec sainte Marie Madeleine          | Huile sur cuivre 54 x 40 cm                      |                |                                         | Collection particulière                                |                                   |
|       | Le Portement de croix                               | Huile sur cuivre 28 x 34 cm                      |                |                                         | Saint-Cloud, musée du Grand Siècle                     | 9                                 |
|       | Le Couronnement d'épines                            | Huile sur cuivre 46 x 35 cm                      | vers 1650      |                                         | Paris, musée du Louvre                                 |                                   |
|       | La Flagellation                                     | Huile sur cuivre 32 x 26 cm                      |                |                                         | Collection particulière                                |                                   |
|       | L'Annonce aux bergers                               | Huile sur toile 116,8 x 187,3 cm                 |                |                                         | Collection particulière                                | C15                               |
|       | Cortège comique                                     | Huile sur toile 92 x 158 cm                      |                |                                         | Localisation actuelle inconnue                         | C16                               |
|       | Femme fouettant son mari                            | Huile sur toile 91 x 158 cm                      |                |                                         | Localisation actuelle inconnue                         | C17                               |
|       | Les Joueurs de cartes                               | Huile sur toile 94,93 x 165,1 cm                 |                |                                         | Minneapolis, Institute of Art                          | C9                                |
|       | Le Lavement des pieds                               | Huile sur toile 169 x 230,5 cm                   |                | Attribué au Maître des Cortèges         | Dijon, musée des Beaux-Arts                            |                                   |
|       | La Crucifixion avec sainte Claire                   | Huile sur bois 52,5 x 41 cm                      |                |                                         | Localisation actuelle inconnue                         |                                   |
|       | Saint Jean Baptiste                                 | Huile sur bois 33 x 25 cm                        |                |                                         | Localisation actuelle inconnue                         |                                   |
|       | La Crucifixion                                      | Huile sur toile marouflée sur carton, 40 x 26 cm |                |                                         | Localisation actuelle inconnue                         |                                   |
|       | La Sainte Famille                                   | Huile sur cuivre 37 x 29,5 cm                    |                |                                         | Vic-sur-Seille, musée départemental Georges-de-la-Tour |                                   |
|       | La Déploration du Christ                            | Huile sur bois 37 x 48 cm                        |                |                                         | Collection particulière                                |                                   |
|       | Saint Claude ressuscitant un enfant                 | Huile sur bois 44 x 38 cm                        |                |                                         | Collection particulière                                |                                   |
|       | La Communion de la Vierge                           | Huile sur cuivre 43 x 35 cm                      |                |                                         | Orléans, musée des Beaux-Arts                          |                                   |
|       | Le Christ sauveur                                   | Huile sur bois 25,5 x 27 cm                      |                |                                         | Collection particulière                                |                                   |
|       | La Vierge                                           | Huile sur bois 25,5 x 27 cm                      |                |                                         | Collection particulière                                |                                   |
|       | Garçon servant un verre de vin à un paysan          | Huile sur toile 90,4 x 74,5 cm                   |                |                                         | Bristol, Museum and Art Gallery                        | C5                                |
|       | Les dénicheurs d'oiseaux                            | Huile sur toile 132 x 158 cm                     |                |                                         | Erevan, musée national                                 | C6A                               |
|       | Don Quichotte et Sancho Panza                       | Huile sur toile                                  |                |                                         | Collection particulière                                | C7                                |
|       | La lessive                                          | Huile sur toile 62 x 96 cm                       |                |                                         | Montpellier, musée Fabre                               | C10                               |
|       | Le Pressoir                                         | Huile sur toile 70 x 90 cm                       |                |                                         | Localisation actuelle inconnue                         | C11                               |
|       | La collation rustique                               | Huile sur toile 70 x 89 cm                       |                |                                         | Localisation actuelle inconnue                         | C12                               |
|       | Femme déposant un plateau de darioles sur une table | Huile sur toile 70 x 89 cm                       |                |                                         | Localisation actuelle inconnue                         | C13                               |